# George Hadley
Pour les articles homonymes, voir George et Hadley.
George Hadley (Londres, 12 février 1685 - 28 juin 1768) est un avocat et météorologue amateur anglais qui a proposé un modèle de circulation atmosphérique, la cellule de Hadley, qui explique les vents d'est constants dans les tropiques appelés alizés. Ceux-ci revêtaient une importante capitale pour la navigation à voile et la compréhension du phénomène était donc la bienvenue. Il est le frère de l'astronome John Hadley.

## Biographie
George Hadley est né à Londres, au Royaume-Uni, en 1685 de Katherine FitzJames et George Hadley. Après une enfance normale dans l'ombre de son frère ainé, John Hadley, astronome célèbre. Avec ce dernier, il a construit un télescope de Newton et pris goût aux sciences. Le 30 mai 1700, George Hadley est entré au Pembroke College (Oxford) et le 13 août de l'année suivante, il est devenu membre de l'école de droit Lincoln's Inn où son père avait acheté une chambre pour lui.
Le 1er juillet 1709, Hadley a été accepté du barreau mais il est resté intéressé par la physique. En particulier, il était intrigué par la circulation des vents d'est dans les tropiques que Sir Edmond Halley avait essayé d'expliquer en 1686, sa théorie restant largement répandue jusqu'au début du XIXe siècle. Hadley est devenu membre de la Royal Society et succéda à William Derham comme interpréteur des journaux météorologiques tenus par des observateurs à travers le monde, principalement de Grande-Bretagne et de Scandinavie, et envoyés à la Society. Il pouvait ainsi obtenir toutes sortes d'informations de température, de vents et de pression.
Hadley émet donc une théorie sur la circulation des alizés qu'il publie le 22 mai 1735 dans un court document de la revue Philosophical Transactions of the Royal Society (vol. 39, 1735, p. 58–62). Elle demeure dans l'ombre et plusieurs autres météorologues trouvent plus tard la même solution. L'un d'eux, John Dalton, retrouve le papier original de Hadley et remet son auteur comme le découvreur de l'explication. Durant la seconde moitié du XIXe siècle, elle est donc graduellement reconnue comme le « principe de Hadley ».
Pour son travail dans le domaine de la météorologie, Hadley élu Fellow de la Royal Society le 20 février 1735, la même année qu'il publie sa théorie. Il ne s'est jamais marié et a vécu sur la fin de sa vie avec un de ses neveux, Hadley Cox, fils de sa sœur Elizabeth et prêtre anglican à Flitton, Bedfordshire. Il est mort le 28 juin 1768 à l'âge de 83 ans et a été inhumé dans le cimetière de Flitton.

## Théorie
Le moteur de la circulation atmosphérique dans les tropiques est le réchauffement solaire. À cause de l'inclinaison de 23,5 degrés de l'axe de rotation de la Terre, le Soleil n'est jamais plus qu'à quelques dizaines de degrés du zénith à midi tout au long de l'année dans les tropiques ce qui donne un maximum de réchauffement autour de l'équateur géographique. Cette chaleur est transportée en grande partie dans l'atmosphère sous forme de relâchement de chaleur latente dans les orages tropicaux,.
Edmond Halley avait proposé une théorie pour expliquer la présence des alizés. Cependant, sa solution n'expliquait pas pourquoi les vents se dirigeaient vers l'ouest. George Hadley a proposé une variante décrivant une circulation fermée. Pour expliquer la direction vers l'ouest de la circulation de surface, il a tenu compte de la rotation de la Terre.
En effet, une parcelle d'air se dirigeant vers le nord ou le sud, par rapport à un observateur au repos dans l'espace, semble se déplacer avec une composante ouest par rapport à un observateur terrestre parce que ce dernier se déplace vers l'est. Gaspard-Gustave Coriolis reprendra cette idée un siècle plus tard dans sa description des mouvements dans un repère en rotation.
Le mécanisme de formation des cellules de Hadley se décrit donc ainsi :

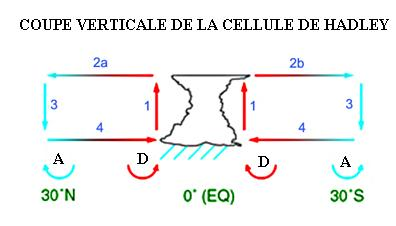
Les cellules de Hadley transportent chaleur et humidité des tropiques, depuis la zone de convergence intertropicale, vers les latitudes moyennes de 30 degrés N et S, appelée la zone de calmes subtropicaux.

Sur l'image, on voit en (4) que l'air chaud et humide converge à l'équateur parce que le facteur de Coriolis y est négligeable et que les vents n'y ont pas de direction privilégiée. L'air se déplace alors vers les zones de pression plus basses (4) où ils s'élèvent en formant des orages (1). C'est la zone dite de convergence intertropicale où les précipitations sont très abondantes mais les vents faibles (le pot-au-noir).
Quand les parcelles d'air chaud et humide atteignent la tropopause (limite entre la troposphère et la stratosphère), à environ 12 à 15 km d'altitude, elles ne peuvent monter plus haut ni ne peuvent rester à cet endroit à cause du flux constant venant des basses couches de l'atmosphère. Par conséquent, elles sont repoussées vers le nord (2a) ou le sud (2b) de l'équateur.
En s'éloignant de l'équateur, la force de Coriolis augmente ce qui dévie les parcelles vers l'Est (du point de vue d'un observateur terrestre). En se déplaçant vers les Pôles, l'air se refroidit par échange avec l'environnement ce qui éventuellement le rend négativement instable et il commence à descendre (3). Lors de la descente, les parcelles d'air suivent la courbe de gradient thermique adiabatique sèche, ce qui fait qu'elles se réchauffent et que leur humidité relative tombe. Cela se produit autour de 30 à 35 degrés N et S où l'on retrouve la zone de calme subtropicaux aride dominée par un anticyclone.
Finalement, l'air venant de l'anticyclone se dirige vers l'équateur pour compléter le cycle et cette fois, la force de Coriolis le dévie vers l'Ouest, ce sont les alizés qui soufflent du nord-est dans l'hémisphère nord et du sud-est dans celui du sud. Ces cellules sont multiples autour de la Terre et elles ne sont pas alignées exactement avec l'équateur géographique mais plutôt avec l'équateur défini comme le point au zénith du soleil ce qui amène une variation saisonnière vers le nord et le sud de la position de ces cellules. En plus, la différence de réchauffement local et la friction sous deux kilomètres d'altitude changent constamment la position d'une cellule particulière.
Certains problèmes avec son explication ont fait surface dans la seconde moitié du XIXe siècle. En effet, les calculs de sa théorie reposent sur l'hypothèse que la quantité de mouvement linéaire des masses d'air impliquées est constante en passant d'une latitude à l'autre. En fait c'est le moment angulaire qui est conservé ce qui double la valeur de ce paramètre dans les calculs. Malgré cela, elle reste une explication descriptive populaire.

## Reconnaissance
- Le service météorologique du Royaume-Uni, le Met Office, a donné son nom à son centre de recherche sur le climat (Hadley Centre for Climate Prediction and Research).

- Un cratère d'impact sur mars porte également son nom.